# Katie Schide
Katie Schide est une athlète américaine née le 24 février 1992 à Gardiner. Spécialiste de l'ultra-trail, elle a remporté l'Ultra-Trail du Mont-Blanc en 2022 et 2024 ainsi que la Diagonale des fous en 2023.

## Biographie
Née à Gardiner dans le Maine, Katie Schide pratique de nombreux sports durant sa jeunesse et notamment du hockey sur gazon. C'est lors de vacances estivales dans les montagnes Blanches du New Hampshire qu'elle tombe amoureuse des montagnes et découvre le trail,,.
En 2015, elle prend part à sa première compétition, le Logan Peak Trail Run de 28 miles qu'elle remporte,.
En 2016, elle déménage à Zurich pour entreprendre des études de doctorat en géomorphologie à l'École polytechnique fédérale de Zurich. Elle s'adapte avec succès aux trails européens et fait la connaissance du Français Germain Grangier qui deviendra son conjoint.
Elle se révèle sur la scène internationale en 2018. Le 26 mai, elle domine la Maxi-Race du Lac d'Annecy qu'elle remporte avec plus d'une demi-heure d'avance sur Camille Bruyas. En juillet, elle prend part à la Pierra Menta été avec sa compatriote Hillary Gerardi. Le duo domine la course en remportant les trois étapes et s'impose avec près de trois heures d'avance sur leurs plus proches rivales. Le 31 août, elle termine deuxième de la CCC à une demi-heure derrière la Chinoise Miao Yao.
Elle confirme ses bonnes performances en 2019. Le 27 avril, elle tient tête à sa compatriote Courtney Dauwalter sur l'Ultra Trail de l'île de Madère. Menant la première partie de course plus technique, elle se fait doubler dans la seconde partie plus roulante et termine deuxième. Le 28 juin, elle s'élance sur le 90 km du Mont-Blanc et impose d'emblée son rythme soutenu pour prendre une marge d'avance. Elle assure le reste de la course et s'impose en 13 h 4 min 15 s, avec vingt minutes d'avance sur l'Italienne Martina Valmassoi. Le 30 août, elle prend le départ de l'Ultra-Trail du Mont-Blanc. Elle y effectue une solide course en restant dans le top 10 et terminant à la sixième place en 27 h 22 min 56 s.
En 2020, elle prend part à l'une des rares courses maintenues durant la pandémie de Covid-19, l'Ultra Trail Côte d'Azur Mercantour. S'élançant sur la distance-reine de 130 kilomètres, elle domine l'épreuve et s'impose facilement en 19 h 54 min 26 s.
Le 6 juin 2021, elle prend le départ du trail du Ventoux. S'emparant des commandes de la course, elle gère son avance sur les Françaises Mathilde Sagnes et Julie Roux pour remporter la victoire. Trois semaines plus tard, elle participe au Lavaredo Ultra Trail. Elle s'élance aux avants-postes aux côtés de Camille Bruyas et Azara García. Elle voit cependant la Française s'échapper en tête. Incapable de la suivre, elle assure sa deuxième place sur le podium. Le 25 juillet, elle remporte le Swiss Alpine Marathon K43 en battant les marathoniennes Ivana Iozzia et Anna Hahner.
Le 26 août 2022, elle prend son troisième départ de l'Ultra-Trail du Mont-Blanc. Elle s'empare d'emblée des commandes de la course mais voit revenir sur elle la Canadienne Marianne Hogan. Les deux femmes luttent pour la tête de course mais l'Américaine prend l'avantage à Champex et s'envole en tête. Creusant l'écart en tête, elle s'impose en 23 h 15 min 12 s terminant avec une heure et quart d'avance sur la Canadienne.
En 2023, elle s'entraîne spécifiquement pour la Western States Endurance Run. Elle prend le départ de l'Éco-Trail de Paris Île-de-France avec son parcours plus roulant que les épreuves alpines. Annoncée comme favorite, elle domine l'épreuve et s'impose avec quarante minutes d'avance sur la tenante du titre Maryline Nakache. Le 24 juin, elle s'élance comme prévu sur la Western States 100-Mile Endurance Run. Courant aux côtés de Courtney Dauwalter en première partie de course, elle voit cette dernière se détacher seule en tête. Elle assure la deuxième position en 16 h 43 min 45 s, terminant sous le précédent record féminin du parcours d'Ellie Greenwood. Elle s'aligne ensuite sur une distance plus courte que l'année précédente lors de la semaine de l'UTMB : elle prend la deuxième place de la course de 55 km de l'OCC (Orsières-Champex-Chamonix). En octobre elle gagne la Diagonale des Fous à la Réunion avec près de 1 h 30 d'avance sur la deuxième en ayant mené la course de bout en bout.
Le 29 juin 2024, elle s'élance à nouveau au départ de la Western States Endurance Run. Elle est désignée comme favorite en l'absence de Courtney Dauwalter. Elle assume son rôle et mène les débats. Elle creuse l'écart en tête et remporte la victoire au terme d'une course en solitaire. Elle s'impose en 15 h 46 min 57 s et signe le deuxième meilleur temps féminin de l'histoire, dix-sept minutes derrière le record de Courtney Dauwalter.

## Palmarès
| no  | féminin            | Course                                      | Longueur | Départ           | Temps            |
| --- | ------------------ | ------------------------------------------- | -------- | ---------------- | ---------------- |
| 30e | Médaille d'argent  | Moab's Red Hot                              | 54 km    | 13 février 2016  | 5 h 12 min 39 s  |
| 41e | Médaille d'argent  | Trail du Ventoux - 26 km                    | 25 km    | 19 mars 2017     | 2 h 37 min 43 s  |
| 24e | Médaille d'argent  | Royal Ultra SkyMarathon                     | 56 km    | 16 juillet 2017  | 8 h 37 min 2 s   |
| 48e | 6e                 | Grand Trail des Templiers                   | 76 km    | 22 octobre 2017  | 8 h 27 min 56 s  |
| 6e  | Médaille d'or      | MIUT ULTRA                                  | 84 km    | 28 avril 2018    | 10 h 33 min 38 s |
| 15e | Médaille d'or      | Maxi-Race du Lac d'Annecy                   | 84 km    | 26 mai 2018      | 11 h 4 min 17 s  |
| 16e | Médaille d'or      | Pierra Menta été                            | 76 km    | 6-8 juillet 2018 | 11 h 45 min 30 s |
| 19e | Médaille d'argent  | CCC                                         | 100 km   | 31 août 2018     | 12 h 28 min 42 s |
| 13e | Médaille d'argent  | Ultra Trail de l'île de Madère              | 117 km   | 27 avril 2019    | 15 h 43 min 43 s |
| 70e | Médaille de bronze | SkyRace des Matheysins                      | 25 km    | 19 mai 2019      | 3 h 5 min 10 s   |
| 7e  | Médaille d'or      | Ultra Trail Côte d'Azur Mercantour - 110 km | 107 km   | 14 juin 2019     | 19 h 31 min 41 s |
| 20e | Médaille d'or      | 90 km du Mont-Blanc                         | 93 km    | 28 juin 2019     | 13 h 4 min 15 s  |
| 56e | 6e                 | Ultra-Trail du Mont-Blanc                   | 170 km   | 30 août 2019     | 27 h 22 min 56 s |
| 7e  | Médaille d'or      | Ultra Trail Côte d'Azur Mercantour - 130 km | 133 km   | 3 septembre 2020 | 19 h 54 min 26 s |
| 23e | Médaille d'or      | Trail du Ventoux                            | 46 km    | 6 juin 2021      | 4 h 19 min 12 s  |
| 17e | Médaille d'argent  | Lavaredo Ultra Trail                        | 121 km   | 25 juin 2021     | 14 h 28 min 21 s |
| 5e  | Médaille d'or      | Swiss Alpine Marathon K43                   | 42 km    | 25 juillet 2021  | 3 h 41 min 48 s  |
| 12e | Médaille d'or      | Marathon-Race du Lac d'Annecy               | 37 km    | 29 mai 2022      | 4 h 8 min 58 s   |
| 22e | Médaille d'or      | Ultra-Trail du Mont-Blanc                   | 170 km   | 26 août 2022     | 23 h 15 min 12 s |
| 5e  | Médaille d'or      | Éco-Trail de Paris Île-de-France            | 80 km    | 18 mars 2023     | 6 h 23 min 0 s   |
| 2e  | Médaille d'or      | Trail Des Balcons d'Azur                    | 45 km    | 16 avril 2023    | 4 h 10 min 34 s  |
| 17e | Médaille d'argent  | Western States 100-Mile Endurance Run       | 100 mi   | 24 juin 2023     | 16 h 43 min 45 s |
| 32e | Médaille d'argent  | OCC                                         | 53 km    | 31 août 2023     | 5 h 26 min 25 s  |
| 13e | Médaille d'or      | Diagonale des Fous                          | 168 km   | 21 octobre 2023  | 27 h 31 min 8 s  |
| 10e | Médaille d'or      | KV El Gigante                               | 5,5 km   | 21 février 2024  | 47 min 31 s      |
| 6e  | Médaille d'or      | The Canyons Endurance Runs 100K             | 100 km   | 27 avril 2024    | 9 h 10 min 10 s  |
| 13e | Médaille d'or      | Western States 100-Mile Endurance Run       | 100 mi   | 29 juin 2024     | 15 h 46 min 57 s |
| 13e | Médaille d'or      | Ultra-Trail du Mont-Blanc                   | 176,4 km | 30 août 2024     | 22 h 9 min 31 s  |
| 7e  | Médaille d'or      | Ultra Trail de l'île de Madère              | 117,6 km | 26 avril 2025    | 14 h 20 min 56 s |
| 6e  | Médaille d'or      | Hardrock 100                                | 100,5 mi | 12 juillet 2025  | 25 h 50 min 23 s |
| 76e | Médaille de bronze | Sierre-Zinal                                | 31 km    | 9 août 2025      | 2 h 58 min 30 s  |

## Records
| Épreuve       | Performance | Date           | Lieu |
| ------------- | ----------- | -------------- | ---- |
| 10 kilomètres | 34 min 41 s | 5 janvier 2025 | Nice |